# Таємниці Рут Ренделл
Таємниці Рут Ренделл (англ. The Ruth Rendell Mysteries) — британський кримінально-драматичний телесеріал, створений компанією «TVS», а пізніше її наступницею «Meridian Broadcasting», у співпраці з «Blue Heaven Productions», для показу у мережі «ITV». Сценарій написаний відомою британською письменницею Рут Ренделл, і перші шість серій були повністю зосереджені на її головному літературному персонажі, головному інспекторі Реґу Вексфорду, роль якого виконав Джордж Бейкер.

## Синопсис
У серіалі йдеться про розслідування старшого інспектора Реґа Вексфорда та його команди детективів у вигаданому місті Кінґсмаркгем.

## У ролях
- Джордж Бейкер[en] — інспектор Реґ Вексфорд;
- Крістофер Рейвенскрофт[en] — інспектор Майк Берден;
- Луї Рамзі[en] — Дора Вексфорд;
- Даян Кін[en] — Дженні Берден;
- Дебора Поплетт — Шейла Вексфорд;
- Ной Гантлі[en] — Джон Берден;
- Філіп Ґленістер — Браян Ґреґсон;
- Сільвія Сімс[en] — Ліліан Кравн;
- Річард Ґрем[en] — Чарлі Гаттон;
- Патрік Друрі[en] — Говард Форчун;
- Пітер Іґан[en] — Гаррі Бланден;
- Емма Сміт — Пет Берден;
- Гарон Бурк — Сільвія Вексфорд;
- Емма Сміт — Пет Берден;
- Енн Пенфолд — Джин Берден;
- Кен Кітсон — Томі Мартін;
- Шон Пертві — сержант Баррі Вайн;
- Ізабель Міддлтон — Карен Малагайд;
- Колін Кемпбелл[en] — сержант Віллоубі;
- Дейв Гілл[en] — Фріборн;
- Джон Берджесс[en] — Лен Крокер;
- Робін Кермод[en] — сержант Він;
- Саймон Шеферд[en] — Айвор Ферфакс Свон;
- Робін Маккаллум[en] — Чарльз Арчері;
- Аманда Редман[en] — Гелен Місал;
- Маріан Маклафлін[en] — Ґрейс;
- Колін Ферт — Стівен Волбі;
- Джон Форґегем[en] — інспектор Бейкер;
- Ідріс Ельба — Раффі;
- Джон Мічі[en] — Нік;
- Леслі Філліпс[en] — Джастін Віттакер;
- Імельда Стонтон — Поллі Фліндерс;
- Даніель Кальтаджіроне[en] — Денні Данило;
- Майкл Джейстон — Квентін Найтінґейл;
- Кетрін Нілсон[en] — Елізабет Найтінґейл;
- Том Вілкінсон — Роберт Гетгалл;
- Шерон Моґан[en] — Імоджен Іде;
- Рассел Гантер[en] — Манкей Метьюз;
- Джейн Лапотейр — Анук Хурі;
- Джеймс Келліс[en] — Ґай Каррен;
- Джек Клафф[en] — Конрад Тарлінґ;
- Найджел Террі[en] — Деніс Вільєрс;
- Філіп Лок[en] — Маґнус Мандевіль;
- Елінор Девід[en] — Еліс Філдінґ;
- Пітер Капальді — Зено Ведаст;
- Деніс Лілл[en] — Роджер Прем'єро;
- Дональд Г'юлет[en] — Рассел Которн;
- Кім Томсон[en] — Лінда Ґровер;
- Ґері Мейверс[en] — ЕллаКолін Бадд.
- Фіона Долмен — Елла
- Рональд Пікап — старший інспектор Мур
- Філіп Стоун — Роджер Саммерс
- Джоанна Джеффріс[en] — медсестра;